# Lijst van gemeentelijke monumenten in Wijdemeren
De gemeente Wijdemeren kent 162 gemeentelijke monumenten. Hieronder een overzicht. 

## Ankeveen
De plaats Ankeveen kent 11 gemeentelijke monumenten:
| Object                                               | Bouwjaar | Architect       | Locatie             | Coördinaten                  | Nr.            | Afbeelding                                           |
| ---------------------------------------------------- | -------- | --------------- | ------------------- | ---------------------------- | -------------- | ---------------------------------------------------- |
| Modelboerderij                                       |          |                 | Cannenburgerweg 11b | 52° 14' 59" NB, 5° 7' 12" OL | 1696/GVL2011-6 | Modelboerderij                                       |
| Woonhuis, kantoor, garages (ook Cannenburgerweg 1-3) |          |                 | Herenweg 116        | 52° 14' 56" NB, 5° 7' 14" OL | 1696/ANK-001   | Woonhuis, kantoor, garages (ook Cannenburgerweg 1-3) |
| Woonhuis                                             |          |                 | Hollands End 97     | 52° 16' 26" NB, 5° 6' 24" OL | 1696/ANK-002   | Woonhuis                                             |
| Martinuskerk                                         | 1927     | Th. van Elsberg | Stichts End 21      | 52° 15' 55" NB, 5° 5' 55" OL | 1696/ANK-003a  | Martinuskerk                                         |
| Pastorie                                             |          |                 | Stichts End 23      | 52° 15' 54" NB, 5° 5' 54" OL | 1696/ANK-003b  | Pastorie                                             |
| Woonhuis                                             |          |                 | Stichts End 51      | 52° 15' 48" NB, 5° 5' 53" OL | 1696/ANK-006   | Woonhuis                                             |
| Kerk                                                 |          |                 | Stichts End 57, 59  | 52° 15' 48" NB, 5° 5' 53" OL | 1696/ANK-007a  | Kerk                                                 |
| Pastorie                                             |          |                 | Stichts End 57, 59  | 52° 15' 48" NB, 5° 5' 53" OL | 1696/ANK-007b  | Pastorie                                             |
| Begraafplaats, baarhuisje, smeedijzeren hek          |          |                 | Stichts End 57, 59  | 52° 15' 48" NB, 5° 5' 53" OL | 1696/ANK-007c  | Begraafplaats, baarhuisje, smeedijzeren hek          |
| Woonhuis                                             |          |                 | Stichts End 63      | 52° 15' 46" NB, 5° 5' 49" OL | 1696/ANK-008   | Woonhuis                                             |
| Woonhuis                                             |          |                 | Stichts End 81      | 52° 15' 43" NB, 5° 5' 48" OL | 1696/ANK-009   | Woonhuis                                             |

## 's-Graveland
De plaats 's-Graveland kent 38 gemeentelijke monumenten, zie de lijst van gemeentelijke monumenten in 's-Graveland

## Kortenhoef
De plaats Kortenhoef kent 9 gemeentelijke monumenten:
| Object                                                          | Bouwjaar | Architect | Locatie              | Coördinaten                  | Nr.            | Afbeelding           |
| --------------------------------------------------------------- | -------- | --------- | -------------------- | ---------------------------- | -------------- | -------------------- |
| Woonhuis                                                        |          |           | Emmaweg 25           | 52° 14' 7" NB, 5° 7' 15" OL  | 1696/KOR-001   | Woonhuis             |
| Woonhuis                                                        |          |           | Kerklaan 34          | 52° 14' 24" NB, 5° 6' 59" OL | 1696/KOR-008   | Upload foto          |
| Woonhuis                                                        |          |           | Kerklaan 38          | 52° 14' 25" NB, 5° 6' 56" OL | 1696/KOR-002   | Woonhuis             |
| Woonhuis                                                        |          |           | Koninginneweg 16, 17 | 52° 14' 22" NB, 5° 7' 16" OL | 1696/KOR-003   | Woonhuis             |
| Joodse begraafplaats                                            |          |           | Koninginneweg ong.   | 52° 14' 37" NB, 5° 7' 15" OL | 1696/KOR-005   | Joodse begraafplaats |
| Boerderij, hooiberg, 3 schuurtjes, houten brug, boomgaard, tuin |          |           | Kortenhoefsedijk 65  | 52° 14' 5" NB, 5° 6' 9" OL   | 1696/KOR-004   | Upload foto          |
| School                                                          |          |           | Kortenhoefsedijk 145 | 52° 13' 47" NB, 5° 5' 28" OL | 1696/GVL2011-9 | School               |
| Woonhuis                                                        |          |           | Moleneind 26         | 52° 13' 26" NB, 5° 4' 48" OL | 1696/KOR-007a  | Woonhuis             |
| Woonhuis                                                        |          |           | Moleneind 27         | 52° 13' 26" NB, 5° 4' 48" OL | 1696/KOR-007b  | Woonhuis             |

## Loosdrecht
De plaats Loosdrecht kent 60 gemeentelijke monumenten, zie de lijst van gemeentelijke monumenten in Loosdrecht.

## Nederhorst den Berg
De plaats Nederhorst den Berg kent 44 gemeentelijke monumenten, zie de lijst van gemeentelijke monumenten in Nederhorst den Berg.